# Nu femení (Antoni Esplugas)
Sense títol (Nu femení) és una fotografia realitzada pel fotògraf Antoni Esplugas (Barcelona, 1852-1929) aproximadament entre els anys 1890-1899 al seu estudi. Juntament amb la major part de nus d'Esplugas es troba conservada a l'Arxiu Nacional de Catalunya.

## Descripció
A la imatge veiem una dona nua, per sobre els genolls, posant a l'estudi d'Esplugas només amb un vel cobrint-li el cap el qual s'aguanta amb les mans com a complement. Esplugas utilitzava pocs complements i senzills perquè no li prenguessin protagonisme al cos de les models i sortís un nu natural i realista sense idealitzar, només amb la suggestió que pot desprendre la imatge.
L'objecte del vel en les fotografies d'Esplugas tenia el simbolisme de màscara que servia per amagar la identitat, però aquí la dona no es tapa la cara, és només un complement i un possible element de suggestió.

## Tècnica
La tècnica emprada en aquesta fotografia és la còpia a l'albúmina, la qual era molt utilitzada pel fotògraf per fer còpies de les seves fotografies i comercialitzar-les més fàcilment. Era tot un negoci.
La tècnica que s'havia emprat per fer la fotografia original fou la utilització del bromur d'argent sobre paper fotogràfic.

## Context històric
Des de l'antiguitat la representació del cos nu de l'home ha estat una pràctica tan comuna com censurada. La representació del cos nu normalment ha estat associada amb la mitologia perquè durant el Renaixement hi va haver un gran interès per la recuperació del món clàssic i la mitologia és un tema força reconegut pels artistes. Dins d'aquest marc és on la representació del cos nu comença a ser força emprada i alguns artistes reflecteixen en les seves obres erotisme i sensualitat quasi sempre emmascarades sota una aparença divina.
Durant la Contrareforma, l'Església catòlica prohibeix el nu i l'al·legoria, però els artistes continuen produint nu amb imatges mitològiques i fins i tot amb un aspecte crític d'aquesta mitologia.
En la fotografia del segle XX el nu es deslliga de la mitologia i es representa com un fet quotidià. Els primers nus fotogràfics que es conserven no estan fets amb una intenció artística, sinó que són fruit de la il·lustració de teories científiques relacionades amb l'antropologia física.
Dels nus antropològics es poden fer diverses lectures. D'una banda hi ha la representació descontextualitzada del personatge perquè no hi hagués elements que distraguessin l'atenció a l'hora d'examinar els trets fisionòmics, però d'altra banda és difícil separar la visió científica de la visió exòtica quan la representació del nu pot respondre a un símbol d'una cultura.
Paral·lelament a aquesta utilització del nu científic es van fer altres nus de caràcter artístic, però són difícils d'analitzar, ja que moltes d'aquestes fotografies s'han perdut i no es poden datar amb exactitud.
L'expansió i la comercialització del nu fotogràfic van unides a la utilització de la fotografia estereoscòpica, i al mateix temps s'associa a l'erotisme. Alguns dels fotògrafs que feien aquest tipus de fotografia van ser empresonats. Ens tornem a trobar amb el dilema entre el que és considerat creació artística i la imatge obscena.
A partir dels anys setanta hi ha un increment de la producció de nus fotogràfics, però desapareix el concepte d'autoria per evitar accions legals contra els fotògrafs i per una qüestió de prestigi social. Aquests nus ja tenen unes clares connotacions eròtiques i estan destinats a la comercialització massiva.
Antoni Esplugas és un dels escassos fotògrafs del segle xix a Espanya del qual hi ha documentació i que es conserva abundant obra de la seva producció dins del gènere del nu, ja que el va practicar des de finals dels anys setanta fins a principis del segle xx. La major part de les seves creacions tenen un marcat caràcter eròtic. Les seves fotografies evolucionen de la neutralitat del nu a la utilització de decorats sofisticats, passant pels típics recursos dels fons pintats, sofàs, cadires i altres elements del fotògraf de galeria. Amb el pictorialisme, el nu fotogràfic té una major acceptació social. Els nus són exposats en els principals salons fotogràfics, i les revistes fotogràfiques importants els reprodueixen.
El que és cert és que la representació del cos nu i tots els prejudicis socials que comportava durant el segle xix no és un debat que estigui tancat; en els nostres dies encara hi ha certs sectors que continuen atacant i censurant la llibertat d'expressió.